# Piotr Dyk
Piotr Dyk (ur. 28 grudnia 1954 w Gdańsku) – polski lekarz, działacz opozycji demokratycznej w okresie PRL.

## Życiorys
Ukończył w 1979 studia na Wydziale Lekarskim Akademii Medycznej w Gdańsku. Staż odbył w szpitalu miejskim w Tczewie, od 1980 do 1984 pracował w Szpitalu Wojewódzkim w Gdańsku (na oddziale chorób wewnętrznych).
W drugiej połowie lat 70. zaangażował się w działalność opozycyjną, współpracował z Komitetem Obrony Robotników i następnie z Komitetem Samoobrony Społecznej „KOR”. W 1977 znalazł się wśród założycieli Studenckiego Komitetu Solidarności w Gdańsku. W latach 1977–1979 należał do Ruchu Obrony Praw Człowieka i Obywatela. W 1979 współtworzył Ruch Młodej Polski, sygnował deklarację ideową RMP.
W 1978 w jego mieszkaniu odbyło się czwarte ogólnopolskie spotkanie ROPCiO. Lokal ten stał się później stałym miejscem spotkań gdańskich działaczy RMP. Na zorganizowanym w jego mieszkaniu w pierwszej dekadzie sierpnia 1980 przyjęciu na cześć zwolnionych z więzienia Dariusza Kobzdeja i Tadeusza Szczudłowskiego zapadła decyzja o organizacji w tym samym miesiącu strajku w Stoczni Gdańskiej.
Piotr Dyk wstąpił do „Solidarności”, po wprowadzeniu stanu wojennego pozostawał przez około pół roku w ukryciu, był poszukiwany przez funkcjonariuszy Służby Bezpieczeństwa.
W 1984 wyemigrował najpierw do Niemiec, następnie do USA. Do 1989 pracował jako urolog w Medical School of Saint Louis University, później rozpoczął prowadzenie prywatnej praktyki lekarskiej w Saint Louis.
W 2007 prezydent RP Lech Kaczyński, za wybitne zasługi w działalności na rzecz przemian demokratycznych w Polsce, za osiągnięcia w podejmowanej z pożytkiem dla kraju pracy zawodowej i społecznej, odznaczył go Krzyżem Oficerskim Orderu Odrodzenia Polski.